# 1000-Meter-Lauf
Der 1000-Meter-Lauf ist eine Disziplin in der Leichtathletik. Zu laufen sind beim Freiluftwettbewerb auf einer 400-Meter-Bahn zweieinhalb Stadionrunden. Der Start erfolgt am 200-Meter-Punkt, also vor der Kurve zur Zielgeraden im Stehen (Hochstart) von einer gekrümmten Startlinie (Evolvente). Der 1000-Meter-Lauf wird allerdings selten bei den großen Freiluftsportfesten der Senioren, sondern häufiger bei Freiluftwettkämpfen der Jugend- und Schüler-Altersklassen sowie von Senioren in der Halle gelaufen. Er gehört mit dem 800-Meter-Lauf, dem 1500-Meter-Lauf und dem Meilenlauf zu den Mittelstrecken.

## Weltrekordentwicklung
Den Weltrekord der Männer erreichte der Kenianer Noah Ngeny mit 2:11,96 Minuten am 5. September 1999 in Rieti. Dies entspricht etwa 7,58 m/s oder 27,28 km/h. Er übertraf damit als einziger den Briten und besten Europäer Sebastian Coe, der am 11. Juli 1981 in Oslo 2:12,18 Minuten erzielt hatte. Den deutschen Rekord hält Willi Wülbeck, der im Jahr zuvor am 1. Juli 1980 ebenfalls in Oslo 2:14,53 Minuten benötigt hatte. Den Schweizer Rekord hält André Bucher in 2:15,63 Minuten, gelaufen am 24. Mai 2001 in Langenthal.
Den Weltrekord der Frauen lief die Russin Swetlana Masterkowa. Am 23. August 1996 kam sie in Brüssel auf 2:28,98 Minuten, das entspricht etwa 6,71 m/s oder 24,16 km/h. Den deutschen Rekord hält Christine Wachtel, aufgestellt in Berlin am 17. August 1990 mit 2:30,67 Minuten. Den Schweizer Rekord hält Sandra Gasser, die am 13. September 1989 in Jerez de la Frontera die Strecke 2:31,51 Minuten bewältigte.
| Jahr | Datum        | Athlet         | Land                   | Zeit        | gelaufen in         |
| ---- | ------------ | -------------- | ---------------------- | ----------- | ------------------- |
| 1974 | 30. Juli     | Rick Wohlhuter | USA                    | 2:13,9 min  |                     |
| 1980 | 1. Juli      | Sebastian Coe  | Vereinigtes Königreich | 2:13,4 min  | Oslo, Bislett Games |
| 1981 | 11. Juli     | Sebastian Coe  | Vereinigtes Königreich | 2:12,18 min | Oslo, Oslo Games    |
| 1999 | 5. September | Noah Ngeny     | Kenia                  | 2:11,96 min | Rieti               |